# Brachyglenis colaxes
Brachyglenis colaxes är en fjärilsart som beskrevs av William Chapman Hewitson 1870. Brachyglenis colaxes ingår i släktet Brachyglenis och familjen Riodinidae. Inga underarter finns listade i Catalogue of Life.